# 필요조건과 충분조건
필요조건(必要條件), 충분조건(充分條件), 필요충분조건(必要充分條件)은 논리학에서 논증 진술들간의 함축관계를 일컫는 말이다.

## 필요조건
필요조건(necessary condition)은 어떤 진술이 참이 되기 위해서 반드시 충족되어야 하는 조건이다. 몇 가지 예시는 다음과 같다.
- 인간이면 동물이다

인간이면 동물이라고 할 수 있다. 하지만 역으로 생각해서 단지 동물이라고 해서 인간이라고 단정지을순 없다.
반대로 생각하면 어떤 생물이 동물이 아니라면 이 생물은 절대로 인간이 아니다. 다시 말해 어떤 생물이 인간이기 위해서는, 반드시 동물일 필요가 있는 것이다.
따라서 동물이다라는 조건은 인간이다 라는 조건의 필요조건이 된다.
- 자연수이면 실수이다.

모든 자연수는 실수이다. 하지만 어떤 수가 실수라고 해서 그 수가 반드시 자연수인 것은 아니다.
반대로 생각하면 어떤 수가 실수가 아니라면 이 수는 절대로 자연수가 될 수 없다. 다시 말해 어떤 수가 자연수가 되기 위해서는 그 수가 먼저 실수일 필요가 있는 것이다. 따라서 '어떤 수가 실수이다'라는 조건은 어떤 수가 자연수이기 위한 필요조건이 된다.
'P이면 Q이다.'에서 Q는 P이기 위한 필요조건이라 한다. P가 참이면 Q도 참이다. P가 Q에 포함되는 개념이다.
(ex) P=자연수, Q=실수

## 충분조건
충분조건(sufficient condition)은 그것이 만족되었을 때 진술의 참을 보장한다.
- 인간이면 동물이다

인간이면 동물이라고 할 수 있다. 즉 어떤 생물이 인간이라면, 그 생물은 동물이라는 개념을 포함하고 있다. 다시 말해 어떤 생물이 인간이라면 그 생물은 동물임에 충분한 조건을 가지고 있다라는 것이다. 따라서 인간이다 라는 조건은 동물이다 라는 조건의 충분조건이 된다.
'P이면 Q이다.'에서 P를 Q의 충분조건이라 한다. Q가 P를 포함하는 개념이다.
(ex) P=자연수, Q=실수

## 필요충분조건
'P이면 Q이고, Q이면 P이다.'에서 P는 Q의 필요충분조건이며, Q도 역시 P의 필요충분조건이라 한다. P가 참이면 Q도 참이며, P가 거짓이면 Q도 거짓이다. 반대로 Q가 참이면 P도 참이며, Q가 거짓이면 P도 거짓이다. 그래서, 이 때의 P와 Q를 동치라고도 한다.

## 같이 보기
- 가언 명제

## 참고 문헌
- 수학-하 집합과 명제 중